# Ché Aimee Dorval
Ché Aimee Dorval (Vancouver, 21 de janeiro de 1985) é uma cantora e violonista canadense, conhecida por seu trabalho com o Casualties of Cool, um projeto de country rock em parceria com o músico Devin Townsend. O álbum homônimo deste trabalho, lançado em 2014, figurou na quinta posição da Billboard Independent Albums.
Em 2007, ela foi a vencedora da competição britânica "David Foster Star Search". Essa vitória a levou a uma aparição na gala anual de caridade de David Foster. Com isso, ela chamou a atenção do lendário produtor  e empresário dos Rolling Stones, Andrew Loog Oldham, que lhe pediu que cantasse no álbum tributo Rolling Stones Songbook Volume 2. Ela gravou uma versão de "As Tears Go By" foi declarada "a música mais legal do mundo" pelo DJ Kid Leo na Sirius XM Radio.

## Discografia
Solo
- 2006 - Roughing It
- 2008 - Underachiever
- 2015 - Vol.1 (EP)
- 2017 - Between the Walls and the Window

com o Casualties of Cool
- 2014 - Casualties of Cool

Participação em Outros Projetos
- 2009 - Back vocal no álbum "Ki", de Devin Townsend Project
- 2013 - Música As Tears Go By presente no álbum Rolling Stones Songbook Volume 2